# Nicholas Eden, 2. Earl of Avon
Nicholas Eden, 2. Earl of Avon (* 11. September 1930; † 27. März 1985 in London) war ein britischer Offizier und Politiker der Conservative Party.

## Leben
Eden war der jüngste Sohn des britischen Premierministers Anthony Eden aus dessen Ehe mit Beatrice Beckett. Sein älterer Bruder war Simon Gascoigne Eden, der 1945 als Flugzeugnavigator in Burma starb.
Er besuchte die Ludgrove School und das Eton College. Nach seiner Schulzeit trat er am 20. Mai 1950 als Offizier des King’s Royal Rifle Corps in die British Army ein. Er fungierte von 1952 bis 1953 als Adjutant des Generalgouverneur von Kanada. Er stieg 1965 bis in den Rang eines Lieutenant-Colonel der Queen’s Royal Rifles (TA) auf und war ab 1968 Lieutenant-Colonel des 4th (Volunteer) Battalion der Royal Green Jackets. In Anerkennung seiner militärischen Dienste wurde er 1965 mit der Territorial Decoration (TD) und 1970 als Officer des Order of the British Empire (OBE) ausgezeichnet.
Sein Vater wurde 1961 als Earl of Avon und Viscount Eden geadelt, wodurch Nicholas Eden als dessen Heir apparent den Höflichkeitstitel Viscount Eden erhielt. Beim Tod seines Vaters am 14. Januar 1977 erbte er dessen Adelstitel und wurde dadurch auf Lebenszeit Mitglied des House of Lords. Er war Lord-in-Waiting vom 22. September 1980 bis 6. Januar 1983. Vom 6. Januar 1983 bis 11. September 1984 war er Unterstaatssekretär im britischen Energieministerium in der Regierung Thatcher. Vom 11. September 1984 bis 27. März 1985 war Eden Unterstaatssekretär im britischen Umweltministerium in der Regierung Thatcher.
Eden war homosexuell und verstarb 1985 an den Folgen von AIDS. Da er unverheiratet und kinderlos blieb, erloschen seine Adelstitel mit seinem Tod.